# Anglo-American Club Zürich
O Anglo-American Club Zürich foi um clube de futebol com sede em Zürich, Suíça. 

## História
O clube atuou entre 1869 e 1911, sendo campeão suíço em 1898–99, no segundo campeonato local da atual Super Liga Suíça. 